# Sulfon
En sulfon er i organisk kemi en kemisk forbindelse, der indeholder en funktionel sulfonylgruppe, der er bundet til to carbonatomer. Det centrale hexavalente svovlatom har en dobbeltbinding til begge oxygenatomerne og en enkeltbinding til hvert af carbonatomerne, som normal er to forskellige hydrocarbonsubstituenter.